# Laudermarke
Laudermarke (52° 53′ N, 7° 07′ L) é uma cidade dos Países Baixos, na província de Groninga. Laudermarke pertence ao município de Westerwolde, e está situada a 19 km, a nordeste de Emmen.
A área de Laudermarke, que também inclui as partes periféricas da cidade, bem como a zona rural circundante, tem uma população estimada em 130 habitantes.